# Eudesmia tehuacana
Eudesmia tehuacana là một loài bướm đêm thuộc phân họ Arctiinae, họ Erebidae.